# Наташа Старр
Магдалена Тишска (пол. Magdalena Tyszka), відома як Наташа Старр (англ. Natasha Starr; нар. 10 жовтня 1987 року) — американська порноакторка польського походження.

## Біографія
Народилася в Польщі в жовтні 1987 року. На Різдво в 2000 році, в 13 років, переїхала з родиною до США, де мешкала в околицях Нью-Йорка у Вільямсбергу (Бруклін) і Квінзі.
Вчилася в школі косметології і працювала в салоні краси протягом двох років.
Потрапила в порноіндустрію в травні 2011 року, у віці 25 років. Її перша сцена була для порталу Reality Kings. Спочатку знімалася в аматорських компаніях в Нью-Йорку, а також на фотосесіях для Leg Show Magazine, потім поїхала в Лос-Анджелес.
Знімалася в провідних порностудіях, таких як Evil Angel, Mile High, Devil's Film, FM Concepts і Girlfriends Films. Знімалася для порносайтів Brazzers, Reality Kings і Naughty America.
Разом з молодшою сестрою Наталією, яка потрапила в порноіндустрію через рік після неї, вони відомі як «Сестри Старр». Разом з іншими порноакторками (Мері Дейзі, Місті Стоун, Алекса Еймс, Лейтон Бентон, Кассандра Крус, Міа Ізабелла і Вікі Чейз) вони знялися в епізоді сьомого сезону серіалу «Сини анархії».
У 2013 році Сестри Старр були названі Кішечками місяця порножурналом Penthouse (Наталя — у липні, Наташа — у серпні). Це перші сестри, які отримали звання Penthouse Pet за всю історію журналу. 
Знялася в понал 100 порнофільмах.

## Нагороди та номінації
| Рік  | Церемонія                   | Результат | Номінація                                         | Робота     |
| ---- | --------------------------- | --------- | ------------------------------------------------- | ---------- |
| 2013 | Sex Awards                  | Номінація | найкраще тіло в порно                             | Н/Д        |
| 2013 | The Fannys                  | Номінація | Most Heroic Ass (Best Anal)                       | Н/Д        |
| 2014 | Spank Bank Awards           | Номінація | BBC Slut of the Year                              | Н/Д        |
| 2014 | Spank Bank Awards           | Номінація | International Fuck Bunny                          | Н/Д        |
| 2014 | The Fannys                  | Номінація | Thirsty Girl (Best Oral)                          | Н/Д        |
| 2015 | AVN Awards                  | Номінація | Приз глядацьких симпатій: краща дупа              | Н/Д        |
| 2015 | Spank Bank Awards           | Номінація | Gangbanged Princess of the Year                   | Н/Д        |
| 2015 | Spank Bank Awards           | Номінація | BBC Slut of the Year                              | Н/Д        |
| 2015 | Spank Bank Awards           | Номінація | The Contessa of Cum                               | Н/Д        |
| 2015 | Spank Bank Awards           | Номінація | DP Diva of the Year                               | Н/Д        |
| 2015 | Spank Bank Technical Awards | Перемога  | Best Honeymoon Hostess                            | Н/Д        |
| 2017 | AVN Awards                  | Номінація | Приз глядацьких симпатій: кращі груди             | Н/Д        |
| 2017 | XBIZ Award                  | Номінація | Краща сексуальна сцена у фільмі пародій           | The Donald |
| 2018 | AVN Awards                  | Номінація | Приз глядацьких симпатій: найбільш вражаючі груди | Н/Д        |